# Міжнародний конгрес-центр у Катовицях
Міжнародний конгрес-центр у Катовицях — найбільший конгрес-центр у Польщі. Власником об'єкта є місто Катовиці. Від 2 травня 2016 центром керує PTWP Event Center з Катовиць.

## Історія
Центр було побудовано у 2011—2015 роках. Будівництво обійшлося понад 378 мільйонів злотих (включно із субсидію ЄС понад 182 мільйони злотих). Він належить до Культурної зони, нової частини Катовиць, присвяченої культурі, розташованої на колишніх промислових територіях. Має пряме сполучення зі Сподком.
Проєкт будівлі Міжнародного конгрес-центру належить архітектурній агенції «Jems Architekci» з Варшави.
Об'єкт побудовано в постіндустріальному районі, а його архітектура відсилає до гірничих традицій.

## Структура
Міжнародний конгрес-центр розділений на 4 частини :
1. Багатофункціональна зала площею 8174 м² (конференції, конгреси та ярмарки — до 10 000 осіб), з можливістю поділу на три незалежні модулі A, B і C розмірами від 2583 до 2839 м².
2. Зала Аудиторія (570 осіб) — відокремлена від решти, має власне фоє, гардеробні та санвузли. Це забезпечує повне відокремлення учасників від інших подій, що відбуваються в той самий час в ICC.
3. Бальна зала (1000 місць) — в окремій частині будівлі, з окремим фоє та санвузлами. Її можна розділити на три незалежні модулі A, B і C. Ідеально підходить для організації банкетів, корпоративних зустрічей, конференцій для груп від 100 до 1000 учасників.
4. Комплекс конференц-зал — конференц-зали меншого та середнього розміру на рівні +2 (26 конференц-залів площею від 38 до 144 м², з можливістю додаткового об'єднання конференц-зал). Загальна площа конференц-зал становить 1675 м².

## Нагороди та визнання
Міжнародний конгрес-центр відзначений такими нагородами:
- 2015 — Архітектурна премія Polityka (Тижневик Polityka) — Гран-прі
- Найкращі муніципальні інвестиції 2016 (www.portalsamorzadowy.pl)
- Нагорода SARP року за найкращий архітектурний об'єкт, завершений на території Республіки Польща у 2015 році (Асоціація польських архітекторів)
- Брила року 2015 (www.bryla.pl)
- Найкращий конгрес-центр у Польщі — MP Power Awards — Venue Congress (Meeting Planner)
- 2015 — Архітектура року Сілезького воєводства 2015 (SARP Katowice) — Гран-прі